# Auto Club Revolution
Auto Club Revolution (ACR) ist ein Free-to-play Online-Rennspiel des englischen Entwicklers Eutechnyx, der sich im Laufe der letzten Jahre vor allem einen Namen im Rennspiel-Genre unter anderem mit der NASCAR-Serie für PlayStation 3, Xbox 360 und Nintendo Wii gemacht hat. Die Spiel-Engine wird via Download-Client zur Verfügung gestellt. Seit dem 29. März 2012 befindet sich das Spiel in der Open Beta. Deutscher Co-Publisher ist die Stryking Entertainment GmbH.

## Spielprinzip
Spielerisch lässt sich Auto Club Revolution in die Sparte der realitätsnahen Rennspiele einordnen, ist jedoch keine reine Rennsimulation. Im Vordergrund steht die realistische Umsetzung der lizenzierten Rennwagen, der befahrbaren Strecken sowie des Fahrgefühls.

### Zusammensetzung des Spiels
Auto Club Revolution setzt sich aus drei grundlegenden Komponenten zusammen:
- Autorennspiel: 14 fiktive als auch realistische Kurse einschließlich verschiedener Streckenvarianten sind in der Open Beta des Spiels befahrbar. Darunter fallen Strecken wie Indianapolis Motor Speedway, Hockenheimring, Silverstone Circuit und Infineon Raceway. Spieler können Rennen alleine bestreiten oder gegen andere Spieler antreten. Dies kann entweder mit der Maus und Tastatur, einem Gamepad oder einem Gaming-Lenkrad mit oder ohne Pedalen geschehen. Bestzeiten werden in Ranglisten wiedergegeben und sind jederzeit für alle Spieler einsehbar.
- Soziales Netzwerk: Während die Rennen selber in einem gesonderten Spielclient laufen, findet die soziale Vernetzung im Browser statt. Freundeslisten, Erfolge, Chats, die Erstellung des eigenen Profils, Nachrichtensystem, der eigene Fuhrpark, Tuning-Werkstatt und Bestenlisten sind hier einzusehen.
- Fahrzeuge und Tuningteile: Jedes Auto in ACR beruht auf einer Umsetzung seines Originals in der realen Welt. Im Spiel befinden sich ausschließlich lizenzierte Fahrzeuge. Alle Autos können optisch und technisch verändert werden. Die Fahrzeugtuning-Komponenten wurden ebenfalls originalgetreu umgesetzt und wirken sich auf das Fahrverhalten der Autos aus.

### Einzelspieler
Rennstrecken können mit einem Auto aus dem eigenen Fuhrpark im Einzelspieler-Modus gestartet werden. Dies geschieht über den Button „KI-Wettrennen“. Die Rundenanzahl ist nicht festgelegt. Bestzeiten werden gespeichert und in der für alle Spieler einsehbaren Rangliste der jeweiligen Strecke aufgelistet.

### Mehrspieler
Über den Button „Wettrennen“ betreten Spieler die Lobby von Auto Club Revolution. Es wird eine vom System zufällig ausgewählte Rennstrecke sowie seine Teilnehmer angezeigt. Zusätzlich gibt es die Möglichkeit, Mehrspieler-Rennen auch selbst zu erstellen. An einem Multiplayer-Rennen können maximal acht Spieler teilnehmen.

## Spielfortschritt und Geschäftsmodell
Voraussetzung zum Spielen sind das Registrieren auf der offiziellen Website und das Absolvieren eines Tutorials. Im Spiel existieren zwei Währungen: virtuelle Credits, die durch Erfolge im Spiel gewonnen werden, sowie E-Coins, die gegen echtes Geld erworben werden. Zu Beginn steht dem Spieler ein bestimmtes Fahrzeug zur Verfügung. Mit Erfahrungspunkten (XP) werden weitere Fahrzeuge freigeschaltet, sodass der Spieler insgesamt acht Fahrzeuge kostenlos erhält. Die übrigen der insgesamt 40 Fahrzeuge in der Open Beta werden über den „Autosalon“ mit E-Coins zu Preisen von 1 bis 16 Euro pro Fahrzeug gekauft. Auch für optische Upgrades werden hauptsächlich E-Coins verlangt. Leistungs-Upgrades können sowohl mit virtuellen Credits als auch mit E-Coins bezahlt werden.
Laut 4Players kündigte der Entwickler Eutechnyx im August 2012 Änderung an der kritisierten Preisgestaltung an. Die meisten Autos sollen für eine kostenlose Probefahrt ausgeliehen werden können. Zudem solle es mehr Möglichkeiten zur Investition von virtuellen Credits geben.

## Rezeption
In einem Spieletest der Computer Bild wurde das Fahrgefühl gelobt. Kritisiert wurde der spürbare Beta-Status des Spiels, der sich in häufigen Abstürzen des Spielclienten und unrunden Multiplayer-Rennen bemerkbar mache. GameStar kritisierte das Bezahlmodell, das nach kurzer Spielzeit Echtgeld-Investitionen notwendig mache. Spieletipps.de lobte Fahrphysik und Optik des Spiels, bemängelte dagegen die geringe Wagen- und Streckenauswahl. 4Players bezeichnete die Preisgestaltung der Beta-Version als „reine Abzocke“.